# ایکاترینا بیچکووا
 ایکاترینا بیچکووا (روسی: Екатерина Андреевна Бычкова؛ زاده ۵ ژوئن ۱۹۸۵) یک تنیس‌باز اهل روسیه است.